# Catherine Flon
Pour les articles homonymes, voir Flon.
Catherine Flon, née le 2 décembre 1772 et morte le 27 août 1831, originaire de la ville d'Arcahaie, fille naturelle de Jean-Jacques Dessalines futur empereur d'Haïti, est une personnalité révolutionnaire haïtienne qui devint célèbre le 18 mai 1803 lors du congrès de l'Arcahaie au cours duquel son nom fut définitivement associé au drapeau d'Haïti.

## Biographie
Catherine Flon était une fille naturelle de Jean-Jacques Dessalines, dit le père de la patrie haïtienne. La tradition veut que le 18 mai 1803, lors du congrès de l'Arcahaie (lieu et date hypothétiques), regroupant l'ensemble des chefs de la Révolution haïtienne, Jean-Jacques Dessalines arracha du drapeau tricolore français la partie centrale de couleur blanche, considérée comme le symbole de la race blanche et non pas de la royauté. Catherine Flon, prit les deux morceaux restants, le bleu et le rouge et les cousit ensemble pour symboliser l'union des noirs et des mulâtres et créer le nouvel étendard de la République d'Haïti.

Drapeau des insurgés haïtiens en 1803.

Il existe deux versions différentes sur la création du drapeau.

Drapeau d'Haïti créé en 1803.

1. « Aux yeux de la masse ignorante des Noirs, le drapeau tricolore symbolisait l'union des trois classes de la colonie : les Blancs, les jaunes, les Noirs. D'un geste vif, Dessalines supprima la couleur blanche ». Catherine Flon aurait alors réuni les bandes bleu et rouge et les aurait cousues en utilisant ses cheveux comme fil[3].
2. La deuxième version veut qu'une autre fille de Dessalines fut maltraitée par un colon sur l'habitation duquel elle serait restée comme servante dans le but évident de rapporter ce qui s'y passait. Dessalines ayant vu sa fille en sang, aurait déchirée sa jupe bleue, pris son foulard rouge et demandé à Catherine Flon de les réunir en s'exclamant : « Jamais, plus jamais, un Français ne frappera nos filles. Liberté ou la mort ». On présente en faveur de cette version l'argument que le bleu du drapeau haïtien ne serait pas identique au bleu français.

Catherine Flon est considérée comme l'une des quatre héroïnes les plus symboliques de l'indépendance d'Haïti, aux côtés de Sanité Belair, Cécile Fatiman et Dédée Bazile.